# 히카와정
히카와정(일본어: 氷川町)은 일본 구마모토현 중부에 있는 야쓰시로군의 정이다.

## 지리
구마모토현 중앙부에 위치하고 북서부는 야쓰시로해와 접한다. 야쓰시로시와의 경계를 따라서 남동쪽에서 북서쪽으로 히카와강이 흐르고 있다. 정역은 전역이 야쓰시로 평야의 일부에 포함된다.

### 인접한 자치체
- 우키시
- 야쓰시로시

## 역사
- 1889년 4월 1일 - 정촌제 시행으로 현재의 정역에 야쓰시로군 미야하라정·요시노촌·노쓰촌·와카시마촌이 성립하였다.
- 1954년 4월 1일 - 요시노촌·노쓰촌·와카시마촌이 신설 합병해 류호쿠촌이 되었다.
- 1974년 4월 1일 - 류호쿠촌이 정으로 승격해 류호쿠정이 되었다.
- 2005년 10월 1일 - 류호쿠정·미야하라정이 합병해 히카와정이 되었다.

## 교통

### 도로
- 국도 3호선
- 국도 443호선

## 자매 도시
- 일본 홋카이도 아바시리군 오조라정